# Kościół Objawienia Pańskiego w Poznaniu

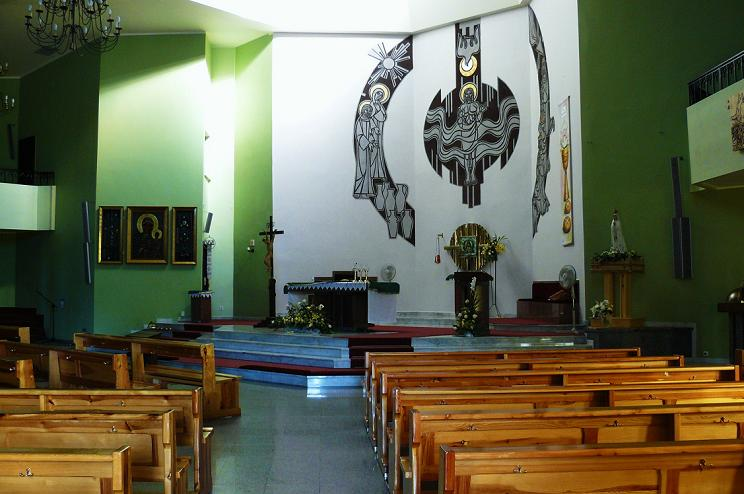
Wnętrze z ołtarzem

Kościół Objawienia Pańskiego w Poznaniu – kościół i parafia zlokalizowania w Poznaniu, na terenie Ławicy – przy ul. Miastkowskiej. Przynależy do Archidiecezji Poznańskiej. Od 2017 r. wielkopostny kościół stacyjny. 

## Historia
W czerwcu 1986 ksiądz Tomasz Maćkowiak, dotąd pełniący posługę w parafii pod wezwaniem Pierwszych Polskich Męczenników na poznańskim Chartowie, otrzymał nominację na wikariusza przy kościele pod wezwaniem św. Marcina i św. Wincentego w Skórzewie – z poleceniem budowy nowej świątyni i stopniowego organizowania duszpasterstwa na terenie Ławicy, Osiedla Bajkowego, Edwardowa i okolic. Kalendarium organizacji parafii i budowy kościoła przedstawiało się następująco:
- 30.11.1986 – ks. biskup Stanisław Napierała odprawił pierwszą Mszę przy ołtarzu polowym na dzierżawionej posesji
- 30.11.-14.12.1986 – powstaje drewniana kaplica mieszcząca 200 osób i nazywana przez parafian Betlejemką
- 1.3.1987 – ks. abp Jerzy Stroba ustanawia Ośrodek Duszpasterski pod wezwaniem Objawienia Pańskiego
- 1.12.1987 – ks. abp Jerzy Stroba ustanawia parafię rzymskokatolicką pod wezwaniem Objawienia Pańskiego
- 15.6.1988 – parafia zakupiła 8500m kwadratowych ziemi pod budowę kościoła
- wrzesień 1990 – rozpoczęcie budowy kościoła
- 13.5.1992 – ks. abp Jerzy Stroba dokonuje aktu wmurowania kamienia węgielnego pod nową świątynię
- 1.6.1999 – ks. abp Juliusz Paetz wraz z ks. abp Marianem Przykuckim, w asyście 40 kapłanów, konsekruje świątynię pod wezwaniem Objawienia Pańskiego.

## Położenie i życie kościoła
Kościół znajduje się przy ul. Miastkowskiej, nieopodal skrzyżowania z ul. Złotowską, około 300m od centrum Ławicy. Wysoka wieża kościoła jest jedną z najważniejszych dominant urbanistycznych Ławicy. Na terenie parafii od połowy 1996 roku mieszkają i pracują siostry ze Zgromadzenia Najświętszej Rodziny z Nazaretu, które biorą czynny udział w życiu parafii, prowadząc również przedszkole. Na terenie przykościelnym posadowiono okazałą grotę z rzeźbami Matki Bożej i św. Bernadety.
2 kwietnia 2011 roku zmarł pierwszy i dotychczasowy proboszcz - ks. kanonik Tomasz Maćkowiak. Od 2011 do 2016 roku proboszczem parafii był ks. Szymon Likowski. Od lipca 2016 roku proboszczem jest ks. kan. Sebastian Kujawa.